# دیگ بخار

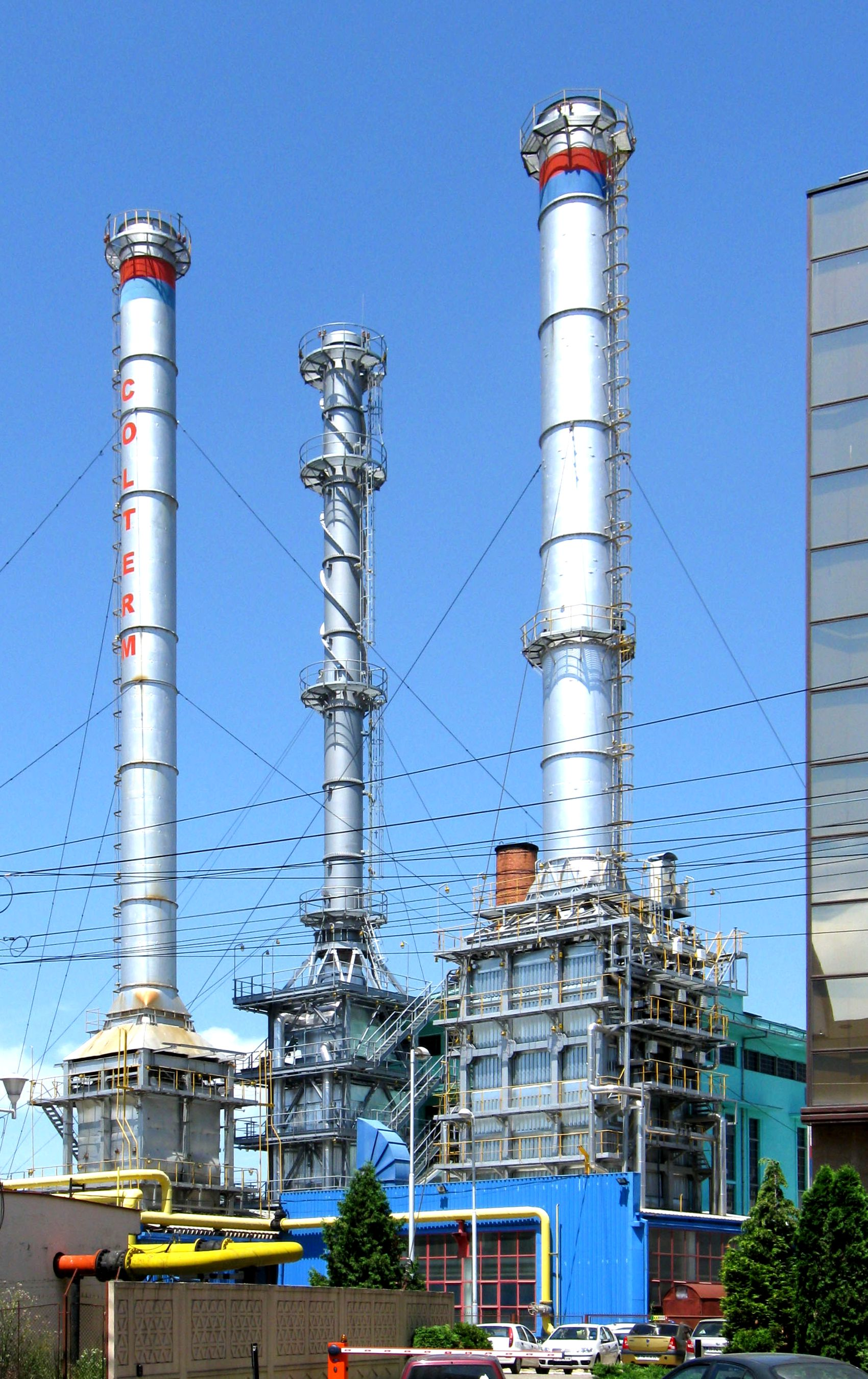
سه بویلر بزرگ صنعتی

دیگ‌بخار  یا بویلر (به انگلیسی: Boiler) عبارت است از یک مخزن بسته که در آن بخار آب جهت استفاده در خارج از آن توسط گرمای ناشی از احتراق سوخت تولید می‌شود. داخل دیگ‌‌بخار شامل دو بخش طرف آتش و طرف آب است. سطح گرمایی دیگ‌بخار به مجموع کلیه سطوح در طرف آتش دیگ‌بخار گفته می‌شود. تمام بخش‌های داخلی و تحت فشار یک دیگ‌بخار از آلیاژهای آهنی ساخته می‌شوند. دیگ‌های بخار از نظر جنس به دو دسته چدنی و فولادی تقسیم‌بندی می‌شوند. دیگ‌بخار چدنی برای تولید بخار کم فشار ساخته می‌شود و به همین دلیل بیشتر در مواردی نظیر سامانه‌های گرمایش مرکزی استفاده می شود. بیشتر دیگ‌های بخار از گونه فولادی هستند.همچنین دیگ چدنی نیز تولید می‌گردد. 
همچنین دو نوع دیگ بخار بصورت کلی در دنیا ساخته می‌شود که عبارتند از واتر تیوپ و فایر تیوپ.

## تاریخچه

### استفاده از دیگ‌بخار در سیر تاریخ
جیمز وات مخترع اسکاتلندی که بیشتر از او به عنوان مخترع ماشین بخار یاد می‌شود چهره اصلی انقلاب صنعتی است. وات در واقع نخستین سازنده ماشین بخار نیست. هرو او آلکساندریا در قرن اول میلادی ابزارهای مشابهی را توصیف کرده بود. در سال ۱۶۹۸ توماس ساوری ماشین مشابهی را به ثبت رساند که برای تلمبه کردن آب از آن استفاده می‌شد و در ۱۷۱۲ توماس نیوکومن گونه پیشرفته‌تری از آن را به ثبت رساند. با وجود این ماشین ساخته شده توسط نیوکومن کارایی بسیار کمی داشت و آن را تنها برای خارج کردن آب از معادن زغال‌سنگ به کار می‌گرفتند. وات با اینکه تنها یک دوره کارآموزی یکساله را در زمینه ابزارسازی گذرانده بود ولی از استعداد ابداع و نوآوری فراوان برخوردار بود. وی در سال ۱۷۶۴ هنگامی که مشغول تعمیر یک مدل از ماشین‌های نیوکومن بود به ماشین بخار علاقه‌مند شد. وات اصلاحاتی آنچنان مهم و ارزنده در ماشین اختراعی نیوکومن به عمل آورد که می‌توان او را مخترع نخستین ماشین بخار دانست. نخستین تغییر مهم وات که در سال ۱۷۶۹ به ثبت رساند اضافه کردن یک محفظه جداگانه تراکم بخار بود. او همچنین با عایق‌بندی، سیلندر بخار را مجزا کرد و در سال ۱۷۸۲ ماشین دوطرفه را اختراع نمود. تمام این‌ها همراه با چند فقره تغییرات و اصلاحات کوچک‌تر به کارایی بیشتر ماشین‌های بخار منتج شد. این ازدیاد کارایی عملاً به معنای تفاوت بین یک ابزار ماهرانه ولی نه چندان قابل استفاده با وسیله‌ای با توان صنعتی فراوان بود. وات در سال ۱۷۸۱ با اختراع یک سری چرخ‌دنده حرکت تناوبی موتور را به حرکت دورانی تبدیل کرد. با استفاده از این ابزار بر موارد استفاده از موتور بخار به شکل چشمگیری افزوده شد.
وات که خود فاقد استعداد لازم در کارهای تجاری بود، در سال ۱۷۷۵ به اتفاق ماتیو بولتون که مهندسی چیره‌دست و معامله‌گری توانا بود شرکتی تأسیس کرد، طی ۲۵ سال بعد شرکت وات – بولتون شمار بسیاری موتورهای بخاری تولید و به بازار عرضه کرد که در نتیجه ثروت سرشاری نصیب آن دو گردید.
درباره اهمیت ماشین بخار مبالغه و گزافه‌گویی نمی‌شود. درست است که بسیاری از اختراعات دیگر در انقلاب صنعتی نقش داشته‌اند؛ ولی هیچ‌یک از آن‌ها به‌تنهایی نمی‌توانستند برای انقلاب صنعتی حیاتی باشند. پیش از آن اگر چه از نیروی آب و باد برای به گردش درآوردن چرخ آسیاب‌ها استفاده می‌شود ولی منبع اصلی نیرو همواره عضلات انسان بود. استفاده از این عامل ظرفیت تولید صنعتی را به کلی محدود می‌کرد. با اختراع ماشین بخار این محدودیت بر طرف شد. پس از آن انرژی بسیاری برای تولید در دسترس بود و همواره نیز به میزان آن افزوده می‌شد.

## گونه‌های دیگ‌بخار
- دیگ‌های لوله آبی (به انگلیسی: water-tube boiler)

در بویلر گونه water tube لوله‌های جریان که از مقداری لوله موازی و متصل تشکیل شده در معرض گازهای حاصل از کوره قرار داده می‌شوند. سپس لوله‌ها از میان بدنه بویلر که آب تغذیه را هم شامل می‌شوند گذر می‌کنند که در نتیجه توسط آب پوشیده می‌شوند. این نوع بویلر در انواع یک یا چند مخزنی تولید و عرضه می شوند.
- دیگ‌های لوله آتشی (به انگلیسی: fire-tube boiler)

در یک بویلر گونه Water tube شرایط وارونه گونه Fire tube است.

## دیگ لوله آبی
همگام با توسعه صنعت در قرن گذشته، استفاده از دیگهای بخار با فشار بالا ضرورت پیدا کرد و بنا به دلایلی، گاهی نیز انفجارهای مصیبت باری به همراه داشته‌است. آن روزها دیگ‌های بخار شامل ظروف تحت فشار با قطرهای بسیاری بود که تحت فشار داخلی، دچار تنش‌های انبساطی در دیواره‌های این ظروف می‌گردید. مقدار این تنش به نام تنش حلقه‌ای معروف است. بهترین راه برای جلوگیری از بروز این مشکل کاهش قطر ظرف تحت فشار است که این امر اساس کار دیگهای لوله– آبی است.
در این دیگ‌ها آب، درون لوله‌ها جاری است و گازهای داغ در سطح خارجی لوله‌ها جریان دارند. دیگ‌های لوله آبی متشکل از ظروفی به نام درام هستند که توسط لوله به یکدیگر متصل شده‌اند. آب در درون لوله‌ها گردش کرده و گازهای داغ از اطراف لوله‌ها عبور می‌کنند.
مهم‌ترین مزیت دیگ‌های لوله آبی آزادی در افزایش ظرفیت ساخت آن‌ها است. دیگ‌های لوله آبی می‌توانند تا ظرفیت نیم تن در ثانیه بخار با فشار ۱۶۰ اتمسفر و دمای۵۵۰ درجه سانتی‌گراد تولید کنند. البته دیگ‌های لوله آبی به صورت پکیج و در ابعاد کوچک‌تر نیز ساخته می‌شوند که در صنایع نفت و پتروشیمی کاربرد فراوان دارند.
در ظرفیت های بالاتر از 20 مگاوات از گونه‌های دیگ‌بخار لوله آبی (واترتیوب) استفاده می‌شود. در این گونه دیگ‌بخار، آتش لوله‌های آب را احاطه کرده و سبب گرمایش آب و تبخیر آب داخل لوله ها می شود؛ بخار حاصله در محفظه بالایی در نظر گرفته شده جمع شده و به مصرف می رسد.

## دیگ لوله آتشی
این گونه دیگ‌های بخار معمولاً، شامل بدنه اصلی، صفحه - لوله‌های جلو و عقب، کوره و اتاقک برگشت می‌باشد که پس از مونتاژ و جوشکاری ابتدا کامل مورد آزمایش‌های غیر مخرب (پرتونگاری، اولتراسونیک، مایع نافذ و…) قرار گرفته و سپس عملیات تنش گیری آن‌ها در کوره مخصوص انجام می‌گیرد. در این نوع دیگ، سوخت (مانند نفت، گاز یا زغال) در یک کوره (فرن) افقی سوزانده می‌شود و حرارت به توپر (لوله‌ها) منتقل می‌شود. درون توپر، آب به بخار تبدیل می‌شود و بخار تولید شده در دیگ جمع‌آوری می‌شود. این بخار سپس می‌تواند برای انجام انواع فرآیندها مانند تأمین انرژی یا تولید برق استفاده شود.
مزیت‌های دیگ‌های لوله‌آتشی عمدتاً در امور مرتبط با محدودیت‌های فضایی و نیاز به انتقال حرارت سریع است. در موردی که فضای آزاد کمتری برای نصب دستگاه وجود دارد، دیگ‌های لوله‌آتشی به علت طراحی افقی و کم‌فضایی، انتخاب مناسبی می‌باشند.

## دسته‌بندی بویلرها
بویلرها بر حسب شمار مسیری که گازهای ناشی از احتراق طی می‌کند تا وارد دودکش شوند به چند دسته تقسیم می‌شود.
- تک پاس: نسل اول بویلرهای زغال‌سنگ سوز لوکوموتیوهای بخار از این گونه بوده‌اند که در آن‌ها گازهای ناشی از احتراق مسیر دیگ را یک بار طی می‌کند و سپس وارد دودکش می‌شود. این گونه از بویلرها دیگر ساخته نمی‌شوند.
- دو پاس: (برای تولید آب گرم) گازهای ناشی از احتراق مسیر دیگ را دو بار طی می‌کند و سپس وارد دودکش می‌شود.
- کوره برگشتی: گازهای ناشی از احتراق مسیر کوره را دوبار طی می‌کند و سپس به پاس لوله‌ها منتقل شده و به سمت دودکش حرکت می‌کند. راندمان بویلرهای کوره برگشتی از بویلرهای دو پاس بیشتر است.
- سه پاس: (برای تولید آب گرم و بخار) گازهای ناشی از احتراق مسیر دیگ را سه بار طی می‌کند و سپس وارد دودکش می‌شود.
- چهار پاس: دیگ‌های ۴ پاس تنها برای تولید بخار در تناژ بالا تولید می‌شود. گازهای ناشی از احتراق مسیر دیگ را چهار بار طی می‌کند و سپس وارد دودکش می‌شود.[۱][۲]

## نحوه عملکرد دیگ‌ بخار
اگر بخواهیم نحوه عملکرد دیگ موتورخانه را به صورت دقیق درک کنیم باید به تشریح ساختار آن بپردازیم. در واقع دیگ‌بخار، در کنار قطعه ای به نام مشعل کار می کند، که وظیفه اصلی آن، فراهم سازی حرارت و شعله مورد نیاز برای به جوش آمدن آب است. به طور معمول آب سرد، به وسیله لوله‌ها به دیگ چدنی یا فولادی رسیده و به کمک شعله های آتش ناشی از مشعل گرم می شود. پس آن بخار تولید شده به یک مخزن منتقل می شود و به این ترتیب، آبی با دمای نزدیک به 100 درجه، برای مصارف مورد نظر فراهم خواهد شد. برای مثال در سامانه های گرمایشی منازل این آب در شوفاژ و مصارف مرتبط با شستشو مورد استفاده قرار می گیرند.
به بیان دیگر در دیگ بخار، آب تبدیل به بخار گرمایی می‌شود تا برای مصارف مختلف مورد استفاده قرار گیرد. این فرآیند به وسیله مشعلی که حرارت لازم را ایجاد می‌کند و با استفاده از پمپ‌ها آب را از طریق لوله‌ها به سمت شعله‌ها هدایت می‌کند آغاز می‌شود. در این مرحله، مشعل انرژی لازم را فراهم می‌کند تا دمای آب افزایش یابد و به تبخیر آب منتهی شود.
بخار آب تولید شده از طریق لوله‌ها به یک مخزن خصوصی ارسال می‌شود. این مخزن به دلیل استحکام بسیار خوبی که دارد، می‌تواند فشار بالا را تحمل کند. اما در صورتی که فشار درون این مخزن به حداکثر مجاز برسد، شیرهای ایمنی مخزن کمی از بخار موجود را به سمت خارج از دیگ بخار هدایت می‌کنند تا به سیستم تعادل بازگردد. این مکانیزم ایمنی برای جلوگیری از افزایش فشار بی‌مورد در دیگ بخار و حفظ عملکرد صحیح و ایمنی دستگاه اساسی است.

## مشکلات دیگ‌های بخار
به طور معمول و در بیشتر مناطق آب مصرفی در صنعت و منازل، سختی چندان پایینی نداشته و همین امر مشکل اصلی کار با دیگ های بخار است. سختی آب به میزان املاح موجود در آن اشاره دارد. هرچه سختی آب بیشتر باشد، خرابی دیگ موتورخانه محتمل تر است. در واقع، هنگامی که آب در مجاورت حرارت قرار می گیرد، دچار تغییراتی خواهد شد که به واسطه آن، این املاح را به صورت رسوب از خود بر جای می گذارد، به همین علت دیگ های بخار باید به صورت دوره ای با کمک اسید شستشو داده شوند، که به این اقدام اسید شویی دیگ می گویند. عدم اقدام به اسید شویی دیگ در مواقع لازم، ممکن است به خرابی کلی پره های دیگ چدنی یا فولادی ختم شود.

## کاربردهای مختلف بویلر
دیگ‌بخار یا بویلر کاربردهای مختلفی دارد. تأمین گرمایش مورد نیاز صنایع گوناگون از جمله تولید مواد غذایی، گلخانه‌ها، مرغداری‌ها، سالن‌های پرورش قارچ و … یکی از اصلی‌ترین موارد استفاده از بویلر می‌باشد. مورد دیگر استفاده به عنوان تمیز کننده و ضدعفونی کننده است که بیشتر بیمارستان‌ها، هتل‌ها و رستوران‌ها، فروشگاه‌های بزرگ و کوچک، معابر شهری و صنایعی مانند کاغذ سازی و تولید پلاستیک را می‌توان نام برد. همچنین از بخار برای چربی زدایی در کارخانجات تولید قطعات صنعتی و ماشین‌آلات استفاده بسیاری می‌شود. در خیلی از صنایع بزرگ علاوه بر کاربرد گرمایشی از نیروی محرکه بخار برای تأمین انرژی مولد و الکتریسیته استفاده می‌شود. پالایشگاه‌ها از جمله این موارد می‌باشند. به‌طور خلاصه موارد زیر را می‌توان از جمله استفاده‌کننده‌های بویلر و دیگ‌بخار به‌شمار آورد:
1. پالایشگاه‌ها
2. نیروگاه‌ها
3. صنایع پتروشیمی
4. صنایع شیمیایی
5. کارخانجات تولید قطعات صنعتی
6. کارخانجات خودروسازی
7. تولید بتن
8. صنایع نساجی
9. رنگرزی نخ، فرش و پارچه
10. تولید رب گوجه‌فرنگی
11. صنایع شیر و فراورده‌های لبنی
12. تولید نبات، آب نبات و شکلات
13. تولید کیک، کلوچه و نان
14. کیورتینگ بتن
15. صنایع سلولزی و تولید کاغذ
16. مرغداری و دامداری‌ها
17. سالن‌های پرورش قارچ
18. صنایع لاستیک‌سازی
19. صنعت شستشو از جمله کارواش‌ها، معابر شهری، ناوگان ترابری عمومی (هواپیما، قطار، مترو، اتوبوس و …)
20. گرمایش مرکزی
21. تولید سوسیس و کالباس
22. دیگ بخار برای سونا بخار

## شماتیک دیگ بخار خوابیده از بغل و شرح اجزا
قطعات و لوازم دیگ بخار در ظرفیت های صنعتی، کوچک و خانگی با هم متفاوت هستند. هم از لحاظ برند هم از لحاظ تعداد و ابعاد. بنابراین در کمیتی که در ادامه ارائه میدهیم بسته به نوع بویلر شما می تواند متفاوت باشد.
در عکس زیر راهنمای قطعات کنترلی بر روی دیگ بخارهای صنعتی را برای شما آماده نموده ایم، که به آن می پردازیم.

1- مشعل
2- بدنه و مغزی بویلر
3- کلکتور
4- شیر خروج بخار
5- شیر ونت
6- کنترل سطح
7- نشان دهنده آب (آبنما)
8- دریچه آدم رو
9- شیر اطمینان
10 – دودکش
11- سنسور دمای اگزوز
12- شیر تغذیه
13- دیسک و چک ولو
14- مانومتر فشار پمپ
15- سختی گیر مغناطیسی
16- شیر تخلیه
17- پمپ تغذیه
18- دریچه دست رو
19- شیر تخلیه کنترل سطح
20- شیز تخلیه آبنما
21- دریچه لایروبی
22- دریچه head hole
23- تابلو برق
24- شاسی دیگ

## ملاحظات ایمنی در دیگ های بخار نسبت به دیگ آبگرم
برخلاف دیگ های آب داغ یا آبگرم که در سامانه گرمایشی استفاده می شوند، سامانه های بخار در فشار و دمای بسیار بالاتر نگهداری می شوند و باعث می شود که آن‌ها برای استفاده های عمومی پر خطر تر از دیگ های آبگرم باشند. سامانه‌های بخار و دیگ‌بخار خطر سوختگی دارد و دلیل آن این است که درجه حرارت موجود در دیگ‌بخار بسیار بالا است (چیزی حدود ۱۶۰ الی ۱۸۰ درجه) و همیشه خطر انفجار از همه‌ی روزنه های بویلر صنعتی وجود دارد و فشار در همه ابعاد کوره پخش شده است. مجموعه‌ای از توانایی‌های اطمینان و ملاحظات ساخت استاندارد باید در ساخت هر دیگ‌بخار لحاظ شود تاکاربر بتواند با ضریب اطمینان بالا کار کند، چون اگر مشکلی در یک یا چند سامانه وجود داشته باشد، مشکلات جدی ایجاد می شود.